# Opius curtitarsus
Opius curtitarsus är en stekelart som beskrevs av Fischer 1963. Opius curtitarsus ingår i släktet Opius och familjen bracksteklar. Inga underarter finns listade i Catalogue of Life.